# New-Mexico-Territorium

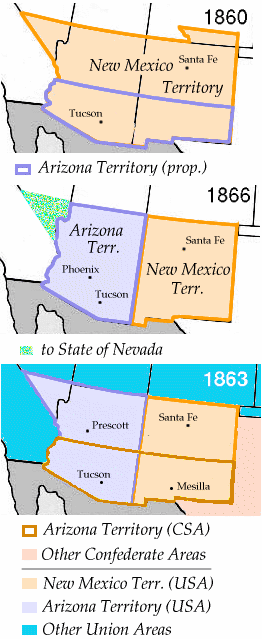

Das New-Mexico-Territorium war ein historisches Hoheitsgebiet der Vereinigten Staaten, das zwischen 1850 und 1912 bestand. Es wurde am 9. September 1850 unter Präsident Millard Fillmore geschaffen und existierte, bis New Mexico am 6. Januar 1912 der Union als 47. Bundesstaat beitrat.
Der westliche Teil von New Mexico entstand 1848 durch den Vertrag von Guadalupe Hidalgo, das als Teilungsrest dem östlichen New Mexico (von Rio Grande bis zur heutigen New-Mexico-Texas-Grenze) als Folge des Kompromiss von 1850 hinzugefügt wurde. Durch den Gadsden-Kauf (engl. Gadsden Purchase) von 1853 erwarben die USA von Mexiko ein Gebiet von 77.700 km² südlich des Gila River, das heute den Süden von Arizona und New Mexico bildet, um sich eine bessere Route für eine Eisenbahnlinie nach Kalifornien, die allerdings niemals gebaut wurde, zu sichern. Dieses Gebiet wurde dem New-Mexico-Territorium hinzugefügt.

Gadsden-Kauf (gelb)

Das ursprüngliche New-Mexico-Territorium von 1850 enthielt den westlichen Teil des zukünftigen Staates sowie den größten Teil des zukünftigen Arizona-Territoriums, einen kleinen Teil von Colorado und Nevada südlich von 36° 30' N.
Die Abtretung durch Texas und der Gadsden-Kauf erweiterten das Territorium außerordentlich, doch die Schaffung des Colorado-Territoriums am 28. Februar 1861 und des Arizona-Territoriums am 24. Februar 1863 (westlich des 109. Längengrads) ließen das New Mexico Territorium in seinen späteren Grenzen als Bundesstaat New Mexico übrig.
Als Verbindungsweg nach Kalifornien waren New Mexico und Arizona während des Amerikanischen Bürgerkriegs heiß umkämpft, weil die Gadsden-Siedler aus freien Stücken den konföderierten Staaten von Amerika beitraten. Nach der Schlacht am Glorieta-Pass fiel das Gebiet der Union zu. Das konföderierte Arizona-Territorium war der erste amerikanische Staat Arizona.